# Општина Лапушничел (Караш-Северин)
Лапушничел (рум. Lăpuşnicel) општина је у Румунији у округу Караш-Северин.
Oпштина се налази на надморској висини од 571 m.